# Homoeomeria flavicapilla
Homoeomeria flavicapilla är en fjärilsart som beskrevs av Hans Daniel Johan Wallengren 1860. Homoeomeria flavicapilla ingår i släktet Homoeomeria och familjen tofsspinnare. Inga underarter finns listade i Catalogue of Life.